# Tõnkova
Tõnkova – wieś w Estonii, w prowincji Võru, w gminie Haanja.